# Bahnradsport-Weltmeisterschaften 1992
Die Bahnradsport-Weltmeisterschaften 1992 fanden im August 1992 im Palacio Velódromo Luis Puig in Valencia statt.
Wegen der im selben Jahr stattfindenden Olympischen Sommerspiele in Barcelona wurden nur acht Entscheidungen ausgetragen, fünf für Profis, zwei in nicht-olympischen Disziplinen für die Amateure und eine für Frauen.

## Resultate

### Frauen
| Disziplin    | Platz | Land               | Athlet         |
| ------------ | ----- | ------------------ | -------------- |
| Punktefahren | 1     | Niederlande        | Ingrid Haringa |
|              | 2     | Schweiz            | Barbara Ganz   |
|              | 3     | Vereinigte Staaten | Janie Eickhoff |

### Männer

#### Amateure
| Disziplin    | Platz | Land             | Athlet                                 |
| ------------ | ----- | ---------------- | -------------------------------------- |
| Tandem       | 1     | Italien          | Gianluca Capitano/Federico Paris       |
|              | 2     | Tschechoslowakei | Lubomír Hargaš/Pavel Buráň             |
|              | 3     | Neuseeland       | Anthony Peden/David Dew                |
| Steherrennen | 1     | Deutschland      | Carsten Podlesch (hinter Dieter Durst) |
|              | 2     | Italien          | David Solari (hinter Walter Corradin)  |
|              | 3     | Österreich       | Roland Königshofer (hinter Karl Igl)   |

#### Profis
| Disziplin                | Platz | Land               | Athlet                                   |  |
| ------------------------ | ----- | ------------------ | ---------------------------------------- |  |
| Sprint                   | 1     | Deutschland        | Michael Hübner                           |  |
|                          | 2     | Frankreich         | Frédéric Magné                           |  |
|                          | 3     | Belgien            | Erik Schoefs                             |  |
| Keirin                   | 1     | Deutschland        | Michael Hübner                           |  |
|                          | 2     | Australien         | Stephen Pate                             |  |
|                          | 3     | Frankreich         | Frédéric Magné                           |  |
| Einerverfolgung (5000 m) | 1     | Vereinigte Staaten | Mike McCarthy                            |  |
|                          | 2     | Großbritannien     | Shaun Wallace                            |  |
|                          | 3     | Litauen            | Artūras Kasputis                         |  |
| Punktefahren (50 km)     | 1     | Schweiz            | Bruno Risi                               |  |
|                          | 2     | Litauen            | Jonas Romanovas                          |  |
|                          | 3     | Argentinien        | Juan Esteban Curuchet                    |  |
| Steherrennen (1 Stunde)  | 1     | Schweiz            | Peter Steiger (hinter Ueli Luginbühl)    |  |
|                          | 2     | Dänemark           | Jens Veggerby (hinter Bruno Walrave)     |  |
|                          | 3     | Italien            | Antonio Fanelli (hinter Walter Corradin) |  |

## Medaillenspiegel
| Rang | Land               | Gold | Silber | Bronze | Gesamt |
| ---- | ------------------ | ---- | ------ | ------ | ------ |
| 1    | Deutschland        | 3    |        |        | 3      |
| 2    | Schweiz            | 2    | 1      |        | 3      |
| 3    | Italien            | 1    | 1      | 1      | 3      |
| 4    | Vereinigte Staaten | 1    |        | 1      | 2      |
| 5    | Niederlande        | 1    |        |        | 1      |
| 5    | Litauen            |      | 1      | 1      | 2      |
| 5    | Frankreich         |      | 1      | 1      | 2      |
| 5    | Australien         |      | 1      | 1      | 2      |
| 9    | Dänemark           |      | 1      |        | 1      |
| 9    | Großbritannien     |      | 1      |        | 1      |
| 9    | Tschechien         |      | 1      |        | 1      |
| 10   | Belgien            |      |        | 1      | 1      |
| 10   | Argentinien        |      |        | 1      | 1      |
| 10   | Österreich         |      |        | 1      | 1      |